# 景観条例
景観条例（けいかんじょうれい）とは、地方公共団体の条例。

## 概要
良好な都市景観を形成することを目的としている。
1968年（昭和43年）に金沢市が制定した「伝統環境保存条例」（現:「金沢市における伝統環境の保存及び美しい景観の形成に関する条例」）が最初とされている。都道府県では1969年（昭和44年）の宮崎県の「沿道修景美化条例」が最初とされている。その後に全国に拡大していった。
しかし、2005年（平成17年）まで法令の委任に基づかない自主条例だったため強制力がなかった。
景観法が2005年（平成17年）6月1日に全面施行されて以降、景観行政団体である地方公共団体は条例で景観問題に対して大きな役割を果たすことが可能になった。

### 制定状況
| 都道府県 | 制定年             | 条例名                                     |
| -------- | ------------------ | ------------------------------------------ |
| 北海道   | 2008年（平成20年） | 北海道景観条例                             |
| 青森県   | 1996年（平成8年）  | 青森県景観条例                             |
| 岩手県   | 1993年（平成5年）  | 岩手の景観の保全と創造に関する条例         |
| 宮城県   | 2009年（平成21年） | 宮城県美しい景観の形成の推進に関する条例   |
| 秋田県   | 1993年（平成5年）  | 秋田県の景観を守る条例                     |
| 山形県   | 2007年（平成19年） | 山形県景観条例                             |
| 福島県   | 1998年（平成10年） | 福島県景観条例                             |
| 茨城県   | 1994年（平成6年）  | 茨城県景観形成条例                         |
| 栃木県   | 2003年（平成15年） | 栃木県景観条例                             |
| 群馬県   | 1993年（平成5年）  | 群馬県景観条例                             |
| 埼玉県   | 2007年（平成19年） | 埼玉県景観条例                             |
| 千葉県   | 2008年（平成20年） | 千葉県良好な景観の形成の推進に関する条例   |
| 東京都   | 2006年（平成18年） | 東京都景観条例                             |
| 神奈川県 | 2006年（平成18年） | 神奈川県景観条例                           |
| 新潟県   | 2020年（令和2年）  | 新潟県景観条例                             |
| 富山県   | 2002年（平成14年） | 富山県景観条例                             |
| 石川県   | 2008年（平成20年） | いしかわ景観総合条例                       |
| 山梨県   | 1990年（平成2年）  | 山梨県景観条例                             |
| 長野県   | 1992年（平成4年）  | 長野県景観条例                             |
| 岐阜県   | 2004年（平成16年） | 岐阜県景観基本条例                         |
| 愛知県   | 2006年（平成18年） | 美しい愛知づくり条例                       |
| 三重県   | 2007年（平成19年） | 三重県景観づくり条例                       |
| 滋賀県   | 1984年（昭和59年） | ふるさと滋賀の風景を守り育てる条例         |
| 京都府   | 2007年（平成19年） | 京都府景観条例                             |
| 大阪府   | 1998年（平成10年） | 大阪府景観条例                             |
| 兵庫県   | 1993年（平成5年）  | 景観の形成等に関する条例                   |
| 奈良県   | 2009年（平成21年） | 奈良県景観条例                             |
| 和歌山県 | 2008年（平成20年） | 和歌山県景観条例                           |
| 鳥取県   | 2007年（平成19年） | 鳥取県景観形成条例                         |
| 島根県   | 1991年（平成3年）  | ふるさと島根の景観づくり条例               |
| 岡山県   | 1988年（昭和63年） | 岡山県景観条例                             |
| 広島県   | 1991年（平成3年）  | ふるさと広島の景観の保全と創造に関する条例 |
| 山口県   | 2006年（平成18年） | 山口県景観条例                             |
| 福岡県   | 2000年（平成12年） | 福岡県美しいまちづくり条例                 |
| 佐賀県   | 2008年（平成20年） | 佐賀県美しい景観づくり条例                 |
| 長崎県   | 2011年（平成23年） | 長崎県美しい景観形成推進条例               |
| 熊本県   | 1987年（昭和62年） | 熊本県景観条例                             |
| 大分県   | 1988年（昭和63年） | 大分県沿道の景観保全等に関する条例         |
| 宮崎県   | 1969年（昭和44年） | 宮崎県沿道修景美化条例                     |
| 鹿児島県 | 2007年（平成19年） | 鹿児島県景観条例                           |
| 沖縄県   | 1994年（平成6年）  | 沖縄県景観形成条例                         |

## 関連書籍
- 土岐寛『景観行政とまちづくり―美しい街並みをめざして』時事通信出版局、2005年。ISBN 9784788705524。
- 伊藤修一郎『自治体発の政策革新―景観条例から景観法へ』木鐸社、2006年。ISBN 9784833223768。
- 坂和章平『眺望・景観をめぐる法と政策』民事法研究会、2012年。ISBN 9784896287691。